# Pentagonia rubiflora
Pentagonia rubiflora es una especie de planta con flor en la familia de las rubiáceas. Es endémica de Perú. 

## Descripción
Es un árbol sometido a destrucción de hábitat, del departamento de San Martín que se encuentra en los bosques de las tierras bajas.

## Taxonomía
Pentagonia rubiflora fue descrita por Donald Ray Simpson y publicado en Fieldiana, Botany 36: 9, en el año 1972.